# مژگان ایلانلو
مژگان ایلانلو (زاده ۱۳۴۹) کارگردان، نویسنده، مستندساز و عضو انجمن صنفی کارگردانان سینمای مستند است. او در حمایت از خیزش ۱۴۰۱ ایران پس از کشته‌شدن مهسا امینی و بازداشت دنیا راد، عکس‌های بدون حجاب اجباری‎ خود را در اینستاگرام منتشر کرد. او در ۲۵ مهر ۱۴۰۱ بازداشت و در ۲۶ بهمن پس از ۴ ماه بازداشت از زندان آزاد شد.
مژگان ایلانلو دانش‌آموخته کارشناسی ارشد تاریخ ادیان و عرفان از دانشگاه تهران است. او در ۲۰ آذر ۱۴۰۱ برنده جایزه ویژه حقوق بشر جشنواره فیلم حقوق بشر وین برای فیلم هزاران زن شد. وی این جایزه را به زنان گمنام و ناشناس ایران تقدیم کرد.

## حمایت از خیزش ۱۴۰۱
مژگان ایلانلو پس از کشته‌شدن مهسا امینی با انتشار ویدیویی‌هایی از خیزش ۱۴۰۱ ایران حمایت کرد. او در یکی از ویدیوها بدون حجاب اجباری گفت «من می‌ترسم که آخرین قطره از شرافت و وجدان و انسانیتی که در وجودم هست با سکوت از بین بره .. شما نمی‌ترسی؟» او در ۸ مهر ۱۴۰۱ تصاویری بدون حجاب اجباری از خودش در حالی که در سطح شهر بود، منتشر کرد.

## بازداشت و محاکمه
نیروهای امنیتی جمهوری اسلامی او را در صبح ۲۵ مهر ۱۴۰۱ با هجوم به خانه‌اش پس از شکستن دوربین‌های مجتمع مسکونی بازداشت کردند و به خانواده او گفتند که به شعبه ۳۳ دادسرای شهید مقدس (زندان اوین) مراجعه کنند. او بیش از ۹۰ روز در بازداشت به سر برد و ۴۰ روز از این دوره را در زندان انفرادی گذراند. مژگان ایلانلو در زندان اوین دچار شکستگی استخوان پا شده و به سختی توانایی تحرک داشت. علیرغم پیگیری‌های وکیلش، جهت برخورداری قانونی از مرخصی برای انجام امور درمان در خارج از زندان موافقت نشد.
مژگان ایلانلو در دادگاه انقلاب توسط قاضی ایمان افشاری به جرم اجتماع و تبانی علیه امنیت کشور، فعالیت تبلیغی علیه نظام، اخلال در نظم عمومی و تشویق به اعمال منافی محکوم شد. او برای این اتهام‌ها به ۱۰ سال زندان و ۷۴ ضربه شلاق و پرداخت ۸۰ میلیون ریال جزای نقدی در حق صندوق دولت محکوم شد.
وی همچنین به منع عضویت در احزاب، گروه‌ها و دستجات سیاسی اجتماعی، منع خروج از کشور، منع اشتغال به امور مربوط به جرم ارتکابی از قبیل فعالیت‌های رسانه‌ای و تبلیغی به مدت ۲ سال محکوم شد. همچنین رایانهٔ شخصی و تلفن همراه وی نیز به نفع دولت ضبط شد.
مژگان ایلانلو در ۲۶ بهمن ۱۴۰۱ آزاد شد. او پس از آزادی از زندان، تصویر بدون حجاب اجباری از خود در مقابل زندان اوین منتشر کرد.

## آثار و فعالیت‌ها
- کتاب گفت‌وگوهایی دربارهٔ عرفان و انسان (مؤسسه تحقیقات و توسعه علوم انسانی، ۱۳۸۴)
- مستند زنان فرماندار[۶]
- مستند حق ناحق بودن[۷]
- مستند شکارچیان بهترین پیروانند[۸]
- مستند هزاران زن
- مستند آسمان امن است[۹]